# Tarsonops systematicus
Tarsonops systematicus är en spindelart som beskrevs av Chamberlin 1924. Tarsonops systematicus ingår i släktet Tarsonops och familjen Caponiidae. Inga underarter finns listade i Catalogue of Life.